# 蒲郡市立三谷東小学校
蒲郡市立三谷東小学校（がまごおりしりつ みやひがししょうがっこう）は、愛知県蒲郡市三谷町南山にある公立小学校。

## 概要
- 12クラス。
- 開校するまで三谷中学校があり、移転後の校舎を転用して開校した。
- 卒業生は、蒲郡市立三谷中学校へ進学する。

## 沿革
- 1973年（昭和48年）4月1日 - 蒲郡市立三谷中学校跡地に創立。
- 1978年（昭和53年）11月16日 - 「学校体育優良校」として全国表彰を受賞。
- 2004年（平成16年）4月1日 - 2学期制を導入。
- 2022年（令和4年）4月1日-開校50周年。

## 校訓
1に体力 2に気力 3に学力 ぐんぐんのびよ

## 学校行事
- 入学式
- 運動会
- 修学旅行（6年）
- マラソン大会
- 競書会
- 卒業式

## 校区
- 三谷町の一部、豊岡町の一部、三谷北通1丁目の一部

## 交通
- JR東海三河三谷駅より徒歩20分